# Vikingite
La vikingite è un minerale.